# درس خاص

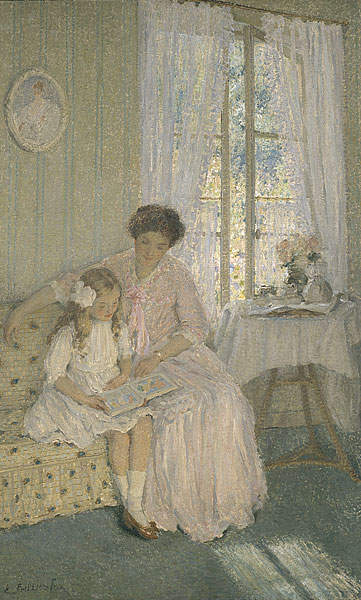

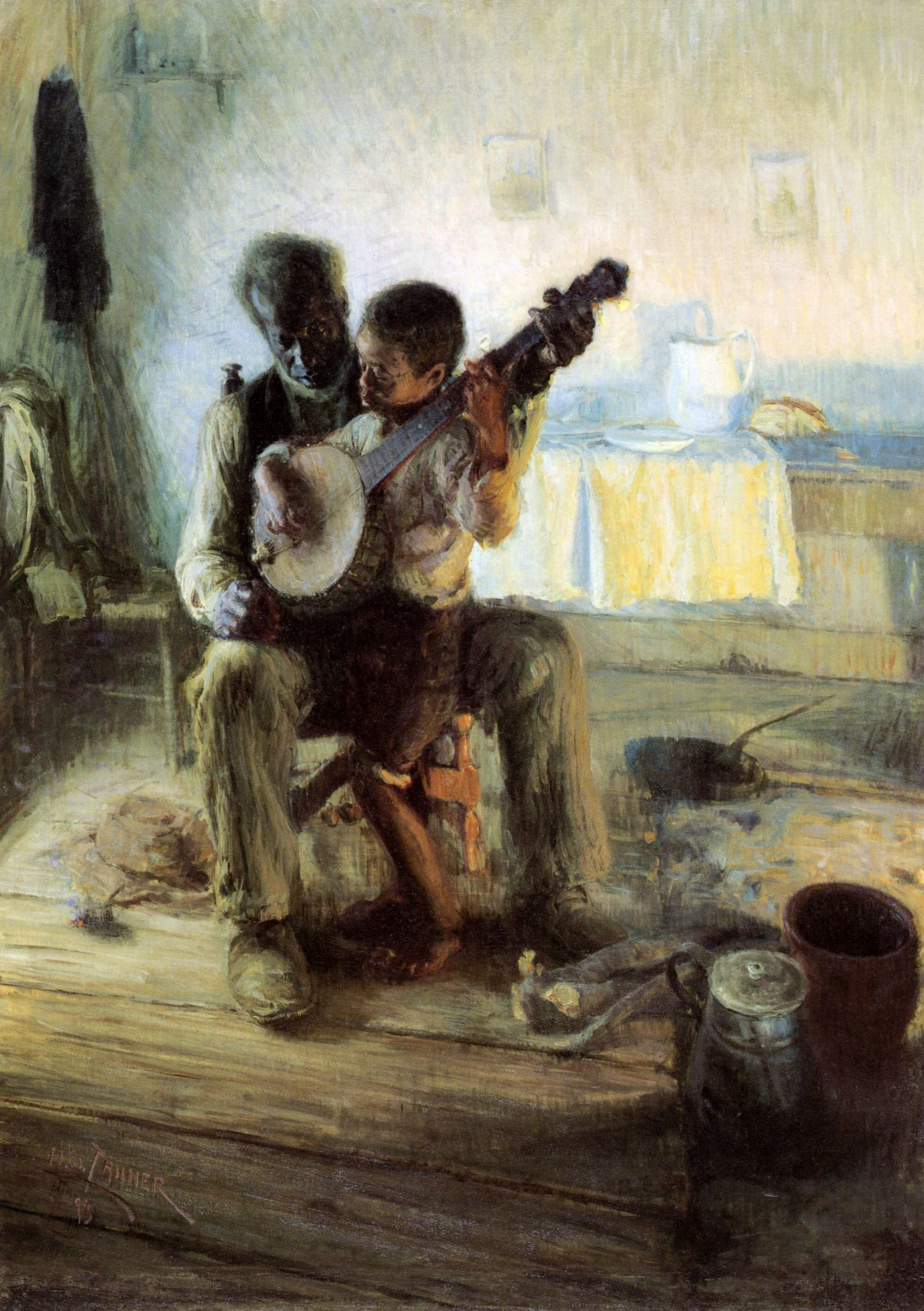

دروس خاصة.(بالفرنسية: cours particuliers)‏، الدرس الخاص هو درس يكون فيه الطالب وحده مع المعلم.
الدروس الخصوصية تشمل عدة مجالات وتخصصات مثل دروس الموسيقى ودروس السباحة ودروس التزلج والدروس الخصوصية أو ما شابه. يحتاج بعض الأطفال ذوي الإعاقة أو الذين يعانون من صعوبات شديدة أيضًا إلى دروس خاصة للتقدم. دورات للدعم مدرسية أو غيرها. يحتاج بعض الأطفال ذوي الإعاقة أو الذين يعانون من صعوبات شديدة أيضًا إلى دروس خاصة للتقدم.
شركات تتخصص في جعل الطلاب أو أولياء التلاميذ على اتصال مع المعلمين.
يمكن أن تتم الدروس الخصوصية في المنزل ولكنه ليس بالضروري.
قبل المدرسة الإلزامية لجميع الأطفال ،كان لأطفال العائلات الثرية معلم يعطيهم دروسًا خاصة.

## منصة الدروس الخصوصية
منصات التدريس الخاصة متخصصة في مجال التعليم والتعلم. يتم توضيحها في العلاقة بين الطلاب والمدرسين من القطاع الخاص من خلال روح مشاركة المعرفة ونقل المعرفة.
منصات التدريس الخاصة تلبي احتياجات جميع أولئك الذين يرغبون في تطوير مهاراتهم أو تعلم لغة جديدة أو بدء نشاط جديد (اللغة ، والطبخ ، والرياضة ، والموسيقى ، وما إلى ذلك). توفر هذه المنصات حلاً مناسبًا للآباء الذين يبحثون عن مدرسين خاصين لأطفالهم ، سواء كانت دروسًا خاصة أو دروسًا خصوصية أو مساعدة بسيطة في الواجبات المنزلية.

## وصلات خارجية
- قلوري سكول مدرسة خاصة بالطاهير لتعليم اللغات و دروس الدعم على يوتيوب.